# Venceslava Jordanova
Venceslava Jordanova (prvotni priimek Leskovec; bolgarsko Венцеслава Йорданова), slovenska prevajalka, * 20. september 1923, Ljubljana, Kraljevina SHS, † 12. junij 1992, Sofija, Bolgarija.
V Švici je končala višjo prevajalsko šolo. Po končani 2. svetovni vojni se je preselila v Bolgarijo, kjer je postala najplodovitejša prevajalka slovenske proze v bolgarščino. Naslovi nekaterih njenih prevodov: Ivan Cankar, Slugata Jernej i negovata pravda, 1958; France Bevk Gorčiva ljubov, 1965; Anton Ingolič Oči, 1967; Mira Mihelič Dŭga nad grada, 1967; Ciril Kosmač Hljab i štastie. Leta 1974 je objavila antologijo Slovenski razkazi.